# 콰이어트 - 시끄러운 세상에서 조용히 세상을 움직이는 힘
《콰이어트 - 시끄러운 세상에서 조용히 세상을 움직이는 힘》(Quiet: The Power of Introverts in a World That Can't Stop Talking)는 수전 케인이 집필한 책이다. 김우열이 번역한 한국어판은 2012년 6월 22일에 RHK에서 출간되었다.

## 내용

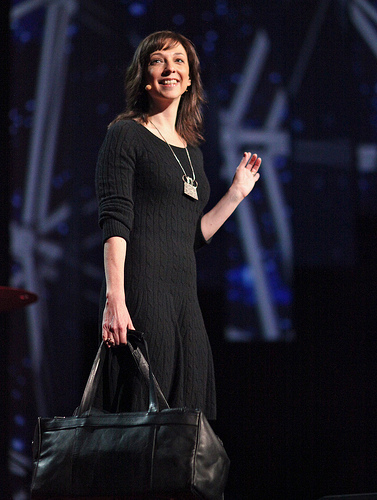
TED 2012 컨퍼런스에서 발표하고 있는 저자 수전 케인.

저자인 수전 케인은 먼저 사회가 인격을 중시하는 문화에서 성격을 중시하는 사회로 바뀌면서 내향적인 성격보다는 외향적인 성격을 선호하게 되었다고 주장한다. 내향성은 결코 교정해야 할 성격이 아니라 기질적인 특성이라는 연구 결과를 제시하며 내향적인 인간이 선호하는 독자적인 작업이 통념과는 달리 협력 작업보다 창의적인 결과를 낸 사례를 제시한다.

## 같이 보기
- MBTI
- 5가지 성격 특성 요소
- 성격심리학
- 성격 유형
- 분석심리학
- 특성이론
- 신경다양성